# Pizzoccheri della Valtellina
I pizzòccheri della Valtellina (pizzocher in lombardo) sono una varietà di pasta alimentare preparata con farina di grano saraceno miscelata con altri sfarinati. Simili alle tagliatelle, ma di colore grigiastro, i pizzoccheri sono un piatto tradizionale della Valtellina, in particolare di Teglio, e si mangiano sia in Lombardia, in Italia, sia nel cantone svizzero dei Grigioni.
Non devono essere confusi con i pizzoccheri di Chiavenna, che sono invece una particolare varietà di gnocchi, preparati con farina di frumento e pane secco ammollato nel latte. Nel 2016 il prodotto ha ottenuto dall'Unione europea il riconoscimento di indicazione geografica protetta (IGP).

## Origini
La prima testimonianza certa sulla coltivazione del grano saraceno (chiamato formentone) in Valtellina risale al 1616, quando il governatore della Valle dell'Adda (appartenente al cantone dei Grigioni in Svizzera) scrisse che «Il saraceno veniva coltivato soprattutto sul versante retico delle Alpi, in particolare nel comprensorio di Teglio, in quanto caratterizzato da un clima più mite grazie a una maggiore esposizione al sole».
Il grano saraceno venne coltivato fino al XIX secolo, diffondendosi anche in aree disagiate e improduttive, poiché tale specie matura in breve tempo ed è molto adatta per i terreni alpini. In seguito, grazie ai maggiori scambi commerciali dovuti all'annessione della Valtellina al Regno Lombardo-Veneto, la produzione di farina di grano saraceno entrò in declino, a favore di altri sfarinati più richiesti dal mercato.
Nella provincia di Sondrio, tuttavia, la coltura del grano saraceno è continuata per il consumo famigliare o per la vendita diretta ai consumatori locali.
L'usanza di preparare i pizzoccheri è certamente contemporanea all'introduzione del grano saraceno in Valtellina e in provincia di Sondrio. Le prime fonti indirette si trovano in alcuni antichi testamenti del XVIII secolo, in cui venivano lasciati agli eredi gli attrezzi da cucina, fra cui «una scarella per li Pizzoccheri e il rodelino per li ravioli» (1750) oppure «le resene per li Pizzoccheri» (1775).
I documenti storici attestano che i pizzoccheri della Valtellina sono legati ad eventi, tradizioni ed enogastronomia del luogo d'origine, tanto che il loro condimento tradizionale è preparato con ingredienti locali e tipici (burro, formaggio, verdure quali verze e patate). Nel corso degli anni sono stati organizzati eventi e sagre popolari che celebrano il prodotto: quella più celebre è il "Pizzocchero d'oro" a Teglio.

## Etimologia
L'etimologia della parola è per il momento dubbia. Il nome "pizzoccheri" sembra derivare dalla radice "pit" o "piz" col significato di pezzetto o ancora dalla parola pinzare col significato di schiacciare, in riferimento alla forma schiacciata della pasta. Altre ipotesi farebbero risalire il termine alla parola “pinzochera” usata già nel '300 da Dante Alighieri e Giovanni Boccaccio, per indicare la povertà e la semplicità, che sono le caratteristiche di questo tipico piatto valtellinese.

## Ricette

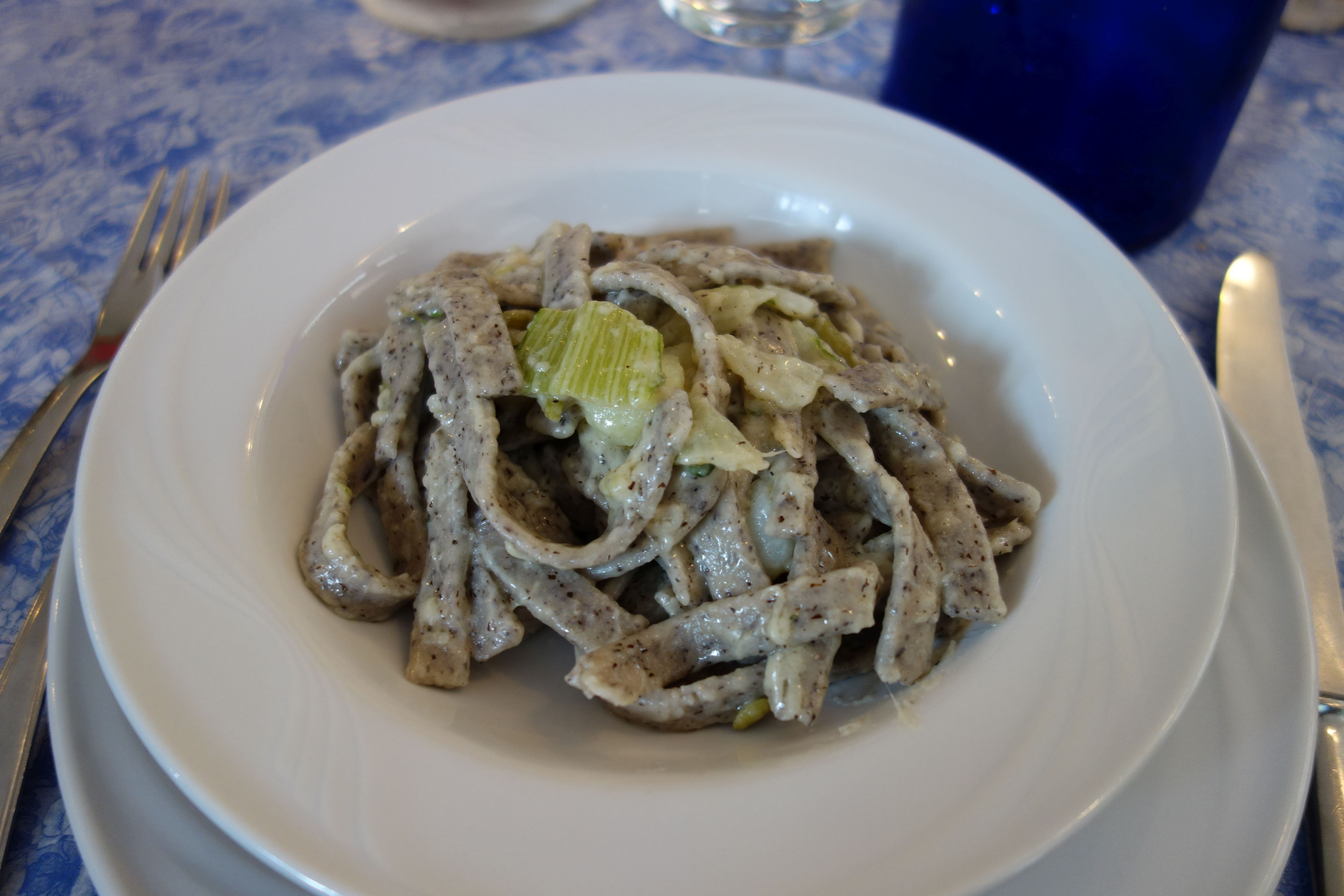
Pizzoccheri conditi nella maniera tradizionale

Il condimento tipico nella zona del riconoscimento è composto dai seguenti elementi:
- Patate a pezzi
- Verza o a seconda della stagione bietole (coste)
- Formaggio Valtellina Casera
- Burro
- Aglio
- Pesteda

Dopo aver soffritto l'aglio nel burro, il tutto viene steso a strati in una teglia, i pizzoccheri precedentemente scolati, il tutto deve avvenire a caldo.
Infine, in Valtellina, è usanza cospargere i pizzoccheri caldi e fumanti con un'abbondante dose di Pesteda.
Le più comuni varianti prevedono la sostituzione della verza con bietole (dette comunemente anche coste).